# Nederlandse kampioenschappen schaatsen sprint 2006
De Nederlandse Kampioenschappen Sprint 2006 werden van 7 januari tot 8 januari 2006 gehouden op schaatsbaan De Smelt in Assen.
| Datum                   | Onderdeel                                                               |
| ----------------------- | ----------------------------------------------------------------------- |
| zaterdag 7 januari 2006 | 500 meter vrouwen 500 meter mannen 1000 meter vrouwen 1000 meter mannen |
| zondag 8 januari 2006   | 500 meter vrouwen 500 meter mannen 1000 meter vrouwen 1000 meter mannen |

## Mannen

### 500 meter, 1e run
Het toernooi ging van start zonder Jan Bos die tijdens het Olympisch kwalificatietoernooi maar liefst drie afstanden wist te winnen. Bos, die zich al voor de WK Sprint in Heerenveen plaatste zag geen reden om in Assen mee te doen en liet derhalve verstek gaan. Dit maakte de weg vrij voor namen als Beorn Nijenhuis, Erben Wennemars en Gerard van Velde. De twee laatst genoemden verkeerden echter vooraf al niet in een al te beste vorm, waardoor op voorhand de meeste kansen werden gegeven aan Nijenhuis.
Nijenhuis won dan ook meteen de eerste 500 meter. Zijn tijd van 36,70 was drie honderdste sneller dan de 36,73 van Van Velde. Jacques de Koning volgde daar weer achter in dezelfde marge. Erben Wennemars behaalde de zesde plaats en was afhankelijk van de aansluitende 1000 meter.
| rang | schaatser         | tijd  |
| ---- | ----------------- | ----- |
| 1    | Beorn Nijenhuis   | 36,70 |
| 2    | Gerard van Velde  | 36,73 |
| 3    | Jacques de Koning | 36,76 |
| 4    | Jan Smeekens      | 36,80 |
| 5    | Stefan Groothuis  | 36,83 |
| 6    | Erben Wennemars   | 36,91 |
| 7    | Jurre Trouw       | 36,98 |
| 8    | Mark Tuitert      | 37,02 |
| 9    | Remco Olde Heuvel | 37,07 |
| 10   | Alexander Oltrop  | 37,09 |
| 11   | Lars Elgersma     | 37,44 |
| 12   | Ronald Mulder     | 37,67 |
| 13   | Tim Salomons      | 37,69 |
| 14   | Huub van der Wart | 37,73 |

### 1000 meter, 1e run
Op de 1000 meter wilde Erben Wennemars zich revancheren, maar hij faalde jammerlijk, wat hem opnieuw slechts de zesde plek opleverde. Voor de nummer drie van de 500 meter Jacques de Koning is de 1000 meter niet zijn favoriete afstand en dat was duidelijk te zien aan zijn tijd, die nog langzamer was dan de teleurstellende tijd van Wennemars. Beorn Nijenhuis en Gerard van Velde eindigden wel in de hoogste regionen. Dit keer was Van Velde iets sneller dan Nijenhuis en ging hij Nijenhuis voorbij in het algemeen klassement. Van Velde werd tweede en Nijenhuis derde. De ritoverwinning ging naar Stefan Groothuis. Dat hij een kanshebber was voor de ritwinst was op voorhand wel duidelijk, maar dat het verschil met de rest zo groot was, kwam als een totale verrassing. Groothuis was ruim een seconde sneller dan Van Velde en had logischerwijs een nog grotere voorsprong op de rest van het veld. Dankzij deze ruimschootse overwinning nam Groothuis zelfs totaal onverwachts de leiding in het algemeen klassement ruimschoots over en ging hij na de eerste dag aan kop.
| rang | schaatser          | tijd    |
| ---- | ------------------ | ------- |
| 1    | Stefan Groothuis   | 1.11,72 |
| 2    | Gerard van Velde   | 1.12,78 |
| 3    | Beorn Nijenhuis    | 1.13,04 |
| 4    | Remco Olde Heuvel  | 1.13,14 |
| 5    | Mark Tuitert       | 1.13,15 |
| 6    | Erben Wennemars    | 1.13,17 |
| 7    | Jacques de Koning  | 1.13,19 |
| 8    | Alexander Oltrop   | 1.13,84 |
| 9    | Rhian Ket          | 1.14,02 |
| 10   | Jurre Trouw        | 1.14,11 |
| 11   | Tim Salomons       | 1.14,41 |
| 12   | Stefan Verlaan     | 1.14,82 |
| 13   | Yuri Solinger      | 1.15,01 |
| 14   | Ronald van Slooten | 1.15,07 |

### Tussenklassement na twee afstanden
| rang | schaatser          | tijd   |
| ---- | ------------------ | ------ |
| 1    | Stefan Groothuis   | 72.690 |
| 2    | Gerard van Velde   | 73.120 |
| 3    | Beorn Nijenhuis    | 73.220 |
| 4    | Jacques de Koning  | 73.355 |
| 5    | Erben Wennemars    | 73.495 |
| 6    | Mark Tuitert       | 73.595 |
| 7    | Remco Olde Heuvel  | 73.640 |
| 8    | Alexander Oltrop   | 74.010 |
| 9    | Jurre Trouw        | 74.035 |
| 10   | Jan Smeekens       | 74.760 |
| 11   | Tim Salomons       | 74.895 |
| 12   | Stefan Verlaan     | 75.200 |
| 13   | Rhian Ket          | 75.250 |
| 14   | Ronald van Slooten | 75.325 |
| 15   | Yuri Solinger      | 75.575 |

### 500 meter, 2e run
De tweede 500 meter werd zeer verrassend gewonnen door Jan Smeekens die de gehele gevestigde orde te snel af was. Gerard van Velde was de enige die nog enigszins in de buurt kon komen en bleef op zijn beurt de eveneens verrassende Alexander Oltrop voor. Achter deze top drie streden Jacques de Koning, Erben Wennemars en Beorn Nijenhuis om een plaats in de selectie van het WK sprint. De Koning eindigde op een vierde plaats, slechts vijf honderdsten voor Wennemars die vijfde werd. Nijenhuis moest genoegen nemen met een zevende plaats. Klassementsleider na de eerste dag Stefan Groothuis kwam niet verder dan de achtste plaats, maar wist ondanks dat de leiding in het algemeen klassement te behouden.
| rang | schaatser          | tijd  |
| ---- | ------------------ | ----- |
| 1    | Jan Smeekens       | 36,64 |
| 2    | Gerard van Velde   | 36,68 |
| 3    | Alexander Oltrop   | 36,73 |
| 4    | Jacques de Koning  | 36,92 |
| 5    | Erben Wennemars    | 36,97 |
| 6    | Mark Tuitert       | 36,98 |
| 7    | Beorn Nijenhuis    | 37,04 |
| 8    | Stefan Groothuis   | 37,08 |
| 9    | Remco Olde Heuvel  | 37,13 |
| 10   | Jurre Trouw        | 37,21 |
| 11   | Ronald van Slooten | 37,56 |
| 12   | Stefan Verlaan     | 37,61 |
| 13   | Lars Elgersma      | 37,65 |
| 14   | Huub van der Wart  | 37,86 |

### 1000 meter, 2e run
De tweede 1000 meter en daarmee de laatste afstand van het toernooi moest duidelijk maken wie zich Nederlands kampioen mocht noemen en wie zich zouden plaatsen voor de WK sprint. Jacques de Koning vergooide zijn kansen door slechts de elfde tijd te klokken, waarmee hij kansloos was geworden. De overige vier kandidaten voor de titel en drie WK tickets haalden allen de top 5 en werden daarin vergezeld door Mark Tuitert die op de derde plaats terechtkwam. Erben Wennemars klokte een tijd van 1.12,94 en verloor zijn onderlinge duel van diezelfde Mark Tuitert. Beorn Nijenhuis klokte in de rit daarna 1.12,45 wat de snelste tijd op zou leveren. Wennemars moest hopen op een wonder om zijn WK sprint titel te kunnen verdedigen. Dat wonder kwam er echter niet. In de laatste rit kwam Gerard van Velde tot 1.13,14 een tijd die langzamer was dan die van Wennemars, maar de tijd was goed genoeg om Wennemars voor te blijven in het klassement. Stefan Groothuis eindigde als tweede achter Nijenhuis, maar een bedreiging voor de nationale titel was Nijenhuis niet. Stefan Groothuis behaalde daarmee zijn eerste nationale titel op de sprint, een prestatie die op voorhand als niet tot nauwelijks mogelijk was geacht.
| rang | schaatser          | tijd    |
| ---- | ------------------ | ------- |
| 1    | Beorn Nijenhuis    | 1.12,45 |
| 2    | Stefan Groothuis   | 1.12,54 |
| 3    | Mark Tuitert       | 1.12,73 |
| 4    | Erben Wennemars    | 1.12,94 |
| 5    | Gerard van Velde   | 1.13,14 |
| 6    | Remco Olde Heuvel  | 1.13,24 |
| 7    | Alexander Oltrop   | 1.13,47 |
| 8    | Rhian Ket          | 1.13,76 |
| 9    | Jurre Trouw        | 1.14,56 |
| 10   | Stefan Verlaan     | 1.14,59 |
| 11   | Jacques de Koning  | 1.14,62 |
| 12   | Huub van der Wart  | 1.15,18 |
| 13   | Lars Elgersma      | 1.15,29 |
| 14   | Ronald van Slooten | 1.15,47 |

### Eindklassement
| rang | schaatser          | tijd    |                |
| ---- | ------------------ | ------- | -------------- |
| 1    | Stefan Groothuis   | 146.040 | naar WK sprint |
| 2    | Gerard van Velde   | 146.370 | naar WK sprint |
| 3    | Beorn Nijenhuis    | 146.485 | naar WK sprint |
| 4    | Erben Wennemars    | 146.935 |                |
| 5    | Mark Tuitert       | 146.940 |                |
| 6    | Remco Olde Heuvel  | 147.390 |                |
| 7    | Alexander Oltrop   | 147.475 |                |
| 8    | Jacques de Koning  | 147.585 |                |
| 9    | Jurre Trouw        | 148.525 |                |
| 10   | Jan Smeekens       | 149.385 |                |
| 11   | Stefan Verlaan     | 150.105 |                |
| 12   | Rhian Ket          | 150.140 |                |
| 13   | Ronald van Slooten | 150.620 |                |
| 14   | Tim Salomons       | 150.630 |                |
| 15   | Huub van der Wart  | 151.290 |                |
| 16   | Ronald Mulder      | 151.740 |                |

- Jan Bos kwalificeerde zich al eerder voor de WK sprint

## Vrouwen

### 500 meter, 1e run
Bij de dames ging de eerste 500 meter verrassend naar Sanne van der Star. De 19-jarige schaatsster eindigde voor de Olympische kwalificanten Marianne Timmer en Annette Gerritsen. Alle drie de rijdsters kwamen op een eindtijd onder de 41 seconden. Margot Boer deed het het best van de overige deelneemsters, maar kwam tot een tijd van 41,02 seconden.
| rang | schaatsster          | tijd  |
| ---- | -------------------- | ----- |
| 1    | Sanne van der Star   | 40,27 |
| 2    | Marianne Timmer      | 40,33 |
| 3    | Annette Gerritsen    | 40,83 |
| 4    | Margot Boer          | 41,02 |
| 5    | Marieke Wijsman      | 41,10 |
| 6    | Frouke Oonk          | 41,28 |
| 7    | Paulien van Deutekom | 41,44 |
| 8    | Willeke van Benthem  | 41,48 |
| 9    | Barbara de Loor      | 41,49 |
| 10   | Els Murris           | 41,61 |
| 11   | Annamarie Thomas     | 41,70 |
| 12   | Marloes Gelderblom   | 41,77 |
| 13   | Richt van der Meer   | 41,89 |
| 14   | Jorien Kranenborg    | 42,23 |

### 1000 meter, 1e run
Op de 1000 meter wat niet de favoriete afstand van Sanne van der Star is, eindigde ze op een tijd van 1.22,10 wat een zesde plaats op deze afstand opleverde. Van tevoren werden Marianne Timmer al goede kansen toebedacht dat zij tijdens de 1000 meter de leiding in het klassement wel zou overnemen. Niets was echter minder waar. Timmer was wel 0,09 sneller dan Van der Star, maar eindigde daarmee slechts vijfde, een zeer teleurstellend resultaat gezien haar staat van dienst. Het verschil tussen Timmer en Van der Star was niet genoeg om haar te passeren op de ranglijst. De van een virus herstelde Barbara de Loor wist de afstand op haar naam te schrijven, waarmee 0,16 sneller was dan Els Murris. Het podium werd gecompleteerd door Margot Boer die voorbleef op Paulien van Deutekom.
| rang | schaatsster          | tijd    |
| ---- | -------------------- | ------- |
| 1    | Barbara de Loor      | 1.20,85 |
| 2    | Els Murris           | 1.21,01 |
| 3    | Margot Boer          | 1.21,58 |
| 4    | Paulien van Deutekom | 1.21,70 |
| 5    | Marianne Timmer      | 1.22,01 |
| 6    | Sanne van der Star   | 1.22,10 |
| 7    | Annette Gerritsen    | 1.22,17 |
| 8    | Annamarie Thomas     | 1.22,53 |
| 9    | Marieke Wijsman      | 1.22,81 |
| 10   | Willeke van Benthem  | 1.23,19 |
| 11   | Frouke Oonk          | 1.23,60 |
| 12   | Sophie Nijman        | 1.24,57 |
| 13   | Helga Luning         | 1.24,67 |
| 14   | Marloes Gelderblom   | 1.25,04 |

### Tussenklassement na twee afstanden
| rang | schaatsster          | tijd   |
| ---- | -------------------- | ------ |
| 1    | Sanne van der Star   | 81.320 |
| 2    | Marianne Timmer      | 81.335 |
| 3    | Margot Boer          | 81.810 |
| 4    | Barbara de Loor      | 81.915 |
| 5    | Annette Gerritsen    | 81.915 |
| 6    | Els Murris           | 82.115 |
| 7    | Paulien van Deutekom | 82.290 |
| 8    | Marieke Wijsman      | 82.505 |
| 9    | Annamarie Thomas     | 82.965 |
| 10   | Willeke van Benthem  | 83.075 |
| 11   | Frouke Oonk          | 83.080 |
| 12   | Marloes Gelderblom   | 84.290 |
| 13   | Richt van der Meer   | 84.650 |
| 14   | Helga Luning         | 84.775 |
| 15   | Jorien Kranenborg    | 84.895 |

### 500 meter, 2e run
Ook na de tweede 500 meter ging Sanne van der Star nog altijd verrassend aan kop van de ranglijst. Ze bezweek niet onder de druk van de veel ervarenere Marianne Timmer. Sterker nog, Van der Star wist haar voorsprong te vergroten door op de tweede plaats achter Marieke Wijsman te eindigen. Timmer volgde wel in haar kielzog, maar kon er niet voorbij. Annette Gerritsen legde beslag op de vierde plaats. Wijsman won de tegelijkertijd plaatsvindende skate-off met Frouke Oonk om een eventueel ticket naar de Olympische Winterspelen 2006. Een definitief ticket betekende dat echter niet.
| rang | schaatsster          | tijd  |
| ---- | -------------------- | ----- |
| 1    | Marieke Wijsman      | 40,40 |
| 2    | Sanne van der Star   | 40,41 |
| 3    | Marianne Timmer      | 40,45 |
| 4    | Annette Gerritsen    | 40,78 |
| 5    | Willeke van Benthem  | 40,93 |
| 6    | Annamarie Thomas     | 40,98 |
| 7    | Frouke Oonk          | 41,06 |
| 8    | Margot Boer          | 41,28 |
| 9    | Marloes Gelderblom   | 41,61 |
| 10   | Barbara de Loor      | 41,67 |
| 11   | Els Murris           | 41,68 |
| 12   | Paulien van Deutekom | 41,82 |
| 13   | Richt van der Meer   | 41,04 |
| 14   | Jorien Kranenborg    | 42,14 |

### 1000 meter, 2e run
De tweede 1000 meter was eveneens als de eerste een prooi voor Barbara de Loor, die daarmee aantoonde goed in vorm te zijn en zich aan te dienen voor haar schaats-off met Paulien van Deutekom voor een plaats in Turijn. Van Deutekom eindigde exact één seconde achter De Loor op de derde plaats. De tweede plaats was voor Marianne Timmer, die ruim twee seconden sneller was dan haar concurrente Sanne van der Star die aan de leiding ging in het algemeen klassement. Dankzij dit verschil op de laatste 1000 meter werd Marianne Timmer toch voor de achtste keer Nederlands kampioene.
| rang | schaatsster          | tijd    |
| ---- | -------------------- | ------- |
| 1    | Barbara de Loor      | 1.20,43 |
| 2    | Marianne Timmer      | 1.21,13 |
| 3    | Paulien van Deutekom | 1.21,43 |
| 4    | Els Murris           | 1.21,49 |
| 5    | Marieke Wijsman      | 1.21,54 |
| 6    | Margot Boer          | 1.21,61 |
| 7    | Annette Gerritsen    | 1.21,65 |
| 8    | Annamarie Thomas     | 1.21,70 |
| 9    | Willeke van Benthem  | 1.22,59 |
| 10   | Sanne van der Star   | 1.23,52 |
| 11   | Sophie Nijman        | 1.24,38 |
| 12   | Marloes Gelderblom   | 1.24,46 |
| 13   | Richt van der Meer   | 1.24,49 |
| 14   | Helga Luning         | 1.24,75 |

### Eindklassement
| rang | schaatsster          | tijd    |
| ---- | -------------------- | ------- |
| 1    | Marianne Timmer      | 162.350 |
| 2    | Sanne van der Star   | 163.490 |
| 3    | Annette Gerritsen    | 163.520 |
| 4    | Marieke Wijsman      | 163.675 |
| 5    | Barbara de Loor      | 163.800 |
| 6    | Margot Boer          | 163.895 |
| 7    | Els Murris           | 164.540 |
| 8    | Annamarie Thomas     | 164.795 |
| 9    | Paulien van Deutekom | 164.825 |
| 10   | Willeke van Benthem  | 165.300 |
| 11   | Marloes Gelderblom   | 168.130 |
| 12   | Richt van der Meer   | 168.935 |
| 13   | Sophie Nijman        | 169.825 |
| 14   | Jorien Kranenborg    | 169.890 |
| 15   | Helga Luning         | 169.890 |
| 16   | Linda Bouwens        | 171.675 |